# 더 레이서 (텔레비전 프로그램)
《더 레이서》는 SBS에서  2015년 8월 29일부터 2015년 10월 10일까지 방송된 텔레비전 프로그램이다.

## 순위

### 최종 4인 (슈퍼레이스 참가자격 획득)
- 정진운 (CJ 슈퍼레이스 5위)
- 김연우 (CJ 슈퍼레이스 6위)
- 정보석 (CJ 슈퍼레이스 21위)
- 정다래 (CJ 슈퍼레이스 25위)

### 탈락자
- 5위 : 전혜빈
- 6위 : 정찬우
- 7위 : 추성훈[1]
- 8위 : 니엘
- 9위 : 박형식
- 10위 : 한승연

## 시청률
- AGB 닐슨 미디어리서치

| 회차 | 방송 일자        | 전국 시청률(증감치) |
| ---- | ---------------- | ------------------- |
| 1회  | 2015년 8월 29일  | 2.8%                |
| 2회  | 2015년 9월 5일   | 3.1%(+0.3)          |
| 3회  | 2015년 9월 12일  | 3.1%                |
| 4회  | 2015년 9월 19일  | 2.7%(-0.4)          |
| 5회  | 2015년 9월 26일  | 2.6%(-0.1)          |
| 6회  | 2015년 10월 3일  | 2.8%(+0.2)          |
| 7회  | 2015년 10월 10일 | 2.8%                |

## 참고 사항
- 공동 사회자 류시원은 메인 MC로 활동한 2011년 MBC 《추억이 빛나는 밤에》이후 해당 프로그램을 통해 지상파 복귀를 했다.[2]